# Saint-Fiel
Saint-Fiel è un comune francese di 981 abitanti situato nel dipartimento della Creuse nella regione della Nuova Aquitania.

## Società

### Evoluzione demografica
Abitanti censiti